# Yakovlev Yak-32
Le Yak-32 Yakovlev (code OTAN : Mantis) était la version monoplace du Yakovlev Yak-30, et d'après l'OKB le premier des avions de sport avec un siège éjectable au monde. Cette version a été désignée comme Yak-104PS. Ni le Yak-30 ni le Yak-32 ne sont entrés en production.

## Conception et développement
Développé en même temps que le Yak-30, le Yak-32 était un avion monoplace conçu à la fois comme un jet sportif, et un avion léger militaire d'attaque au sol.
La cellule du Yak-32 était celle du Yak-30, mais modifiée pour n'inclure seulement un seul siège. Yakovlev avait l'intention de commercialiser l'avion comme un jet sportif à un moment où aucun avion à réaction monoplace était sur le marché pour un usage civil. En fait, il n'y en aura pas avant l'introduction de la version jet du Bede BD-5 dans les années 1970. Même au XXIe siècle des jets sportifs monoplaces sont rarement proposés par les fabricants.
La version légère d'attaque du Yak-32 a été désigné comme Yak-32Sh, et il était prévu d'inclure une avionique plus sophistiquées que celle du Yak-32. Il pourrait également transporter des réservoirs et des armes externes, comme les réservoirs ZB-500 ou ZB-360, des bombes de jusqu'à 500 kg, jusqu'à quatre lance-roquettes (le plus important étant l'UB-32/S-5), jusqu'à quatre missiles K-13/R-3S, quatre roquettes ARS-240, ou quatre AOI-9 ou UKP-23 pods, chacun avec 250 coups.
Le 5 août 1971, l'un des Yak-32 a été désigné pour être équipé du RU19P-300 qui a été modifié pour permettre un vol inversé plus long. L'avion a reçu la désignation Yak-32P. Évaluation en vol de l'avion était tout aussi bonne que le Yak-32 de base.

## Histoire opérationnelle
Trois prototypes Yak-32 ont été construits en 1960-1961, en même temps que les quatre prototype du Yak-30 formateurs. Ils avaient indicatifs 32, 60 et 70. L'avion 30 et 70 ont fait des démonstrations de voltige en 1961 au jour de l'aviation à Touchino.
Le CCEA alloue le nom de Mantis au Yak-32/Yak-104.

## Survivants
- Un Yak-32 a été préservée par Yakovlev et est exposé au Khodinka, affichées dans les couleurs maison de l'OKB : rouge et blanc

## Performance
- Distance de décollage: 425 m
- Distance d'atterrissage: 450 m

## voir aussi

### Développement lié
- Yakovlev Yak-30

### Aéronefs comparables
- Lockheed P-80 Shooting Star
- Bede BD-5 Micro